# Quatorzième gouvernement de Croatie
République de Croatie
XIIIe XVe
Le quatorzième gouvernement de Croatie (en croate : Četrnaesta Vlada Republike Hrvatske) est le gouvernement de la république de Croatie entre le 19 octobre 2016 et le 22 juillet 2020, durant la 9e législature du Parlement.

## Historique du mandat
Dirigé par le nouveau Premier ministre conservateur Andrej Plenković, ce gouvernement est constitué et soutenu par une coalition de centre droit entre l'Union démocratique croate (HDZ) et Le Pont des listes indépendantes (MOST). Ensemble, ils disposent de 75 députés sur 151, soit 49,7 % des sièges du Parlement. Il bénéficie du soutien sans participation du Parti paysan croate (HSS), du parti de Milan Bandić et des minorités nationales. Ensemble, ils disposent de 16 députés sur 151, soit 10,6 % des sièges du Parlement.
Il est formé à la suite des élections législatives anticipées du 11 septembre 2016.
Il succède donc au XIIIe gouvernement, constitué et soutenu par une majorité identique et dirigé par l'indépendant Tihomir Orešković.

### Formation
Au cours du scrutin, la HDZ confirme sa position de premier parti de Croatie après avoir remplacé son président Tomislav Karamarko par Plenković au mois de juillet. La Coalition populaire (NK) ayant renoncé à tenter de former une majorité, l'Union démocratique et Le Pont entreprennent très rapidement des négociations qui s'avèrent concluantes le 6 octobre.
Plenković rencontre alors la présidente de la République Kolinda Grabar-Kitarović le 10 octobre 2016. Au cours de leur entretien, il lui présente le soutien écrit de 91 députés, soit 15 de plus que le minimum requis. Il est alors nommé Premier ministre désigné. Bien qu'il dispose d'un délai de 30 jours à compter de l'ouverture de la législature le 14 octobre, il devrait se soumettre au vote de confiance des députés dans la semaine du 17 octobre.
Le 14 octobre, après avoir officiellement ouvert la IXe législature, les députés adoptent des changements à la loi relative au gouvernement, qui prévoit la fusion du ministère de l'Économie avec le ministère de l'Entrepreneuriat, le rattachement des compétences en matière d'énergie du ministère de l'Économie et de gestion des eaux du ministère de l'Agriculture au ministère de l'Environnement qui se trouve baptisé « ministère de la Protection de l'environnement et de l'Énergie », et le renommage du ministère de la Jeunesse en « ministère de la Démographie, de la Famille, de la Jeunesse et de la Politique sociale ».
La liste des ministres est annoncée le 18 octobre et le vote de confiance au Parlement prévu dès le lendemain. Au cours de ce scrutin, il reçoit l'investiture du Parlement par 91 voix pour, 45 voix contre et 3 abstentions.

### Évolution
Le 27 avril 2017, le Premier ministre Andrej Plenković limoge le ministre de la Justice Ante Šprlje, le ministre de l'Environnement et de l'Énergie Slaven Dobrović et le ministre de l'Intérieur Vlaho Orepić pour avoir voté en faveur d'une motion de censure visant le ministre des Finances Zdravko Marić.
Plenković procède à un remaniement de son exécutif le 9 juin suivant, après avoir attiré le Parti populaire croate - Démocrates libéraux (HNS), précédemment partenaire des sociaux-démocrates dans l'opposition, au sein de la majorité. À cette occasion, quatre des neuf députés du HNS votent contre l'entrée au gouvernement et sont expulsés du parti.

### Succession
Au cours des élections législatives croates de 2020, l'Union démocratique au pouvoir remporte une nette victoire en confortant sa majorité relative avec plus de 65 députés, soit plus de 20 sièges d'avance sur les sociaux-démocrates.
Le 16 juillet, le président de la République Zoran Milanović charge le chef de l'exécutif sortant de la mission de constituer une nouvelle équipe gouvernementale. Présentant son nouveau gouvernement aux députés le 22 juillet, Plenković remporte le vote de confiance par 76 voix pour, soit l'exacte majorité absolue, et 59 contre.

## Composition

### Initiale (19 octobre 2016)
| Portefeuille                                                                         | Titulaire | Titulaire             | Parti |
| ------------------------------------------------------------------------------------ | --------- | --------------------- | ----- |
| Premier ministre                                                                     |           | Andrej Plenković      | HDZ   |
| Vice-Premier ministre Ministre de l'Économie, de l’Entrepreneuriat et de l'Artisanat |           | Martina Dalić         | HDZ   |
| Vice-Premier ministre Ministre des Affaires étrangères et européennes                |           | Davor Ivo Stier       | HDZ   |
| Vice-Premier ministre Ministre de la Défense                                         |           | Damir Krstičević      | HDZ   |
| Vice-Premier ministre Ministre de l'Administration publique                          |           | Ivan Kovačić          | MOST  |
| Ministre de l'Intérieur                                                              |           | Vlaho Orepić          | MOST  |
| Ministre des Finances                                                                |           | Zdravko Marić         | Sans  |
| Ministre de la Justice                                                               |           | Ante Šprlje           | Sans  |
| Ministre des Travaux publics et de l'Aménagement du territoire                       |           | Lovro Kuščević        | HDZ   |
| Ministre du Travail et des Retraites                                                 |           | Tomislav Ćorić        | HDZ   |
| Ministre de la Démographie, de la Famille, de la Jeunesse et de la Politique sociale |           | Nada Murganić         | HDZ   |
| Ministre de la Culture                                                               |           | Nina Obuljen Koržinek | Sans  |
| Ministre du Tourisme                                                                 |           | Gari Capelli          | HDZ   |
| Ministre de l'Agriculture                                                            |           | Tomislav Tolušić      | HDZ   |
| Ministre de la Science et de l'Éducation                                             |           | Pavo Barišić          | HDZ   |
| Ministre de la Protection de l'environnement et de l'Énergie                         |           | Slaven Dobrović       | MOST  |
| Ministre des Affaires maritimes, des Transports et des Infrastructures               |           | Oleg Butković         | HDZ   |
| Ministre du Développement régional et des Fonds communautaires                       |           | Gabrijela Žalac       | HDZ   |
| Ministre des Anciens combattants                                                     |           | Tomo Medved           | HDZ   |
| Ministre de la Santé                                                                 |           | Milan Kujundžić       | HDZ   |
| Ministre sans portefeuille Ministre des Propriétés de l'État (15/11/2016)            |           | Goran Marić           | HDZ   |

### Remaniement du27 avril 2017
- Les nouveaux ministres sont indiqués en gras, ceux ayant changé d'attributions en italique.

| Portefeuille                                                                         | Titulaire | Titulaire             | Parti |
| ------------------------------------------------------------------------------------ | --------- | --------------------- | ----- |
| Premier ministre                                                                     |           | Andrej Plenković      | HDZ   |
| Vice-Premier ministre Ministre de l'Économie, de l’Entrepreneuriat et de l'Artisanat |           | Martina Dalić         | HDZ   |
| Vice-Premier ministre Ministre des Affaires étrangères et européennes                |           | Davor Ivo Stier       | HDZ   |
| Vice-Premier ministre Ministre de la Défense                                         |           | Damir Krstičević      | HDZ   |
| Ministre de l'Administration publique                                                |           | Darko Nekić a.i.      | HDZ   |
| Ministre de l'Intérieur                                                              |           | Robert Kopal a.i.     | HDZ   |
| Ministre des Finances                                                                |           | Zdravko Marić         | Sans  |
| Ministre de la Justice                                                               |           | Kristian Turkalj a.i. | HDZ   |
| Ministre des Travaux publics et de l'Aménagement du territoire                       |           | Lovro Kuščević        | HDZ   |
| Ministre du Travail et des Retraites                                                 |           | Tomislav Ćorić        | HDZ   |
| Ministre de la Démographie, de la Famille, de la Jeunesse et de la Politique sociale |           | Nada Murganić         | HDZ   |
| Ministre de la Culture                                                               |           | Nina Obuljen Koržinek | Sans  |
| Ministre du Tourisme                                                                 |           | Gari Capelli          | HDZ   |
| Ministre de l'Agriculture                                                            |           | Tomislav Tolušić      | HDZ   |
| Ministre de la Science et de l'Éducation                                             |           | Pavo Barišić          | HDZ   |
| Ministre de la Protection de l'environnement et de l'Énergie                         |           | Mario Šiljeg a.i.     | HDZ   |
| Ministre des Affaires maritimes, des Transports et des Infrastructures               |           | Oleg Butković         | HDZ   |
| Ministre du Développement régional et des Fonds communautaires                       |           | Gabrijela Žalac       | HDZ   |
| Ministre des Anciens combattants                                                     |           | Tomo Medved           | HDZ   |
| Ministre de la Santé                                                                 |           | Milan Kujundžić       | HDZ   |
| Ministre des Propriétés de l'État                                                    |           | Goran Marić           | HDZ   |

### Remaniement du9 juin 2017
- Les nouveaux ministres sont indiqués en gras, ceux ayant changé d'attributions en italique.

| Portefeuille                                                                         | Titulaire | Titulaire                                                     | Parti |
| ------------------------------------------------------------------------------------ | --------- | ------------------------------------------------------------- | ----- |
| Premier ministre                                                                     |           | Andrej Plenković                                              | HDZ   |
| Vice-Premier ministre Ministre de l'Économie, de l’Entrepreneuriat et de l'Artisanat |           | Martina Dalić (jusqu'au 14/05/2018)                           | HDZ   |
| Vice-Premier ministre Ministre des Affaires étrangères et européennes                |           | Davor Ivo Stier (jusqu'au 12/06/2017) Marija Pejčinović Burić | HDZ   |
| Vice-Premier ministre Ministre de la Défense                                         |           | Damir Krstičević                                              | HDZ   |
| Vice-Premier ministre Ministre des Travaux publics et de l'Aménagement du territoire |           | Predrag Štromar                                               | HNS   |
| Vice-Premier ministre                                                                |           | Tomislav Tolušić (depuis le 25/05/2018)                       | HDZ   |
| Ministre de l'Administration publique                                                |           | Lovro Kuščević                                                | HDZ   |
| Ministre de l'Intérieur                                                              |           | Davor Božinović                                               | HDZ   |
| Ministre des Finances                                                                |           | Zdravko Marić                                                 | Sans  |
| Ministre de l'Économie, de l’Entrepreneuriat et de l'Artisanat                       |           | Darko Horvat (depuis le 14/05/2018)                           | HDZ   |
| Ministre de la Justice                                                               |           | Dražen Bošnjaković                                            | HDZ   |
| Ministre du Travail et des Retraites                                                 |           | Marko Pavić                                                   | HDZ   |
| Ministre de la Démographie, de la Famille, de la Jeunesse et de la Politique sociale |           | Nada Murganić                                                 | HDZ   |
| Ministre de la Culture                                                               |           | Nina Obuljen Koržinek                                         | Sans  |
| Ministre du Tourisme                                                                 |           | Gari Capelli                                                  | HDZ   |
| Ministre de l'Agriculture                                                            |           | Tomislav Tolušić                                              | HDZ   |
| Ministre de la Science et de l'Éducation                                             |           | Blaženka Divjak                                               | HNS   |
| Ministre de la Protection de l'environnement et de l'Énergie                         |           | Tomislav Ćorić                                                | HDZ   |
| Ministre des Affaires maritimes, des Transports et des Infrastructures               |           | Oleg Butković                                                 | HDZ   |
| Ministre du Développement régional et des Fonds communautaires                       |           | Gabrijela Žalac                                               | HDZ   |
| Ministre des Anciens combattants                                                     |           | Tomo Medved                                                   | HDZ   |
| Ministre de la Santé                                                                 |           | Milan Kujundžić                                               | HDZ   |
| Ministre des Propriétés de l'État                                                    |           | Goran Marić                                                   | HDZ   |

### Remaniement du19 juillet 2019
- Les nouveaux ministres sont indiqués en gras, ceux ayant changé d'attributions en italique.

| Portefeuille                                                                         | Titulaire | Titulaire                                                               | Parti |
| ------------------------------------------------------------------------------------ | --------- | ----------------------------------------------------------------------- | ----- |
| Premier ministre                                                                     |           | Andrej Plenković                                                        | HDZ   |
| Vice-Premier ministre Ministre de la Défense                                         |           | Damir Krstičević (jusqu'au 08/05/2020)                                  | HDZ   |
| Vice-Premier ministre Ministre des Travaux publics et de l'Aménagement du territoire |           | Predrag Štromar                                                         | HNS   |
| Vice-Premier ministre Ministre des Finances                                          |           | Zdravko Marić                                                           | Sans  |
| Vice-Premier ministre Ministre de l'Intérieur                                        |           | Davor Božinović                                                         | HDZ   |
| Ministre des Affaires étrangères et européennes                                      |           | Gordan Grlic Radman                                                     | HDZ   |
| Ministre de l'Administration publique                                                |           | Ivan Malenica                                                           | HDZ   |
| Ministre de l'Économie, de l’Entrepreneuriat et de l'Artisanat                       |           | Darko Horvat                                                            | HDZ   |
| Ministre de la Justice                                                               |           | Dražen Bošnjaković                                                      | HDZ   |
| Ministre du Travail et des Retraites                                                 |           | Josip Aladrović                                                         | HDZ   |
| Ministre de la Démographie, de la Famille, de la Jeunesse et de la Politique sociale |           | Vesna Bedeković                                                         | HDZ   |
| Ministre de la Culture                                                               |           | Nina Obuljen Koržinek                                                   | Sans  |
| Ministre du Tourisme                                                                 |           | Gari Capelli                                                            | HDZ   |
| Ministre de l'Agriculture                                                            |           | Marija Vučković                                                         | HDZ   |
| Ministre de la Science et de l'Éducation                                             |           | Blaženka Divjak                                                         | HNS   |
| Ministre de la Protection de l'environnement et de l'Énergie                         |           | Tomislav Ćorić                                                          | HDZ   |
| Ministre des Affaires maritimes, des Transports et des Infrastructures               |           | Oleg Butković                                                           | HDZ   |
| Ministre du Développement régional et des Fonds communautaires                       |           | Marko Pavić                                                             | HDZ   |
| Ministre des Anciens combattants                                                     |           | Tomo Medved                                                             | HDZ   |
| Ministre de la Santé                                                                 |           | Milan Kujundžić (jusqu'au 28/01/2020) Vili Beroš (depuis le 31/01/2020) | HDZ   |
| Ministre des Propriétés de l'État                                                    |           | Mario Banožić                                                           | HDZ   |